# HIMEM
HIMEM là một trình điều khiển thiết bị của DOS cho phép các chương trình DOS lưu trữ dữ liệu trên bộ nhớ mở rộng thông qua Bộ nhớ mở rộng chỉ định (Extended Memory Specification - XMS). Trình điều khiển này đặc biệt được xem là quan trọng bởi vì rất nhiều phiên bản Microsoft Windows chạy ở trên hệ điều hành DOS cần có himem.sys được nạp sẵn để có thể chạy.
Trong MS-DOS 5.0, HIMEM.SYS đã được giới thiệu và có thể sử dụng để nạp mã hạt nhân DOS vào bộ nhớ vùng cao (HMA) để tăng số lượng bộ nhớ thuận tiện hiện hành bằng cách chỉ định DOS=HIGH trong CONFIG.SYS.
HIMEM.SYS được chuẩn bị để truy cập vào bộ nhớ ở xa trong khoảng 1 MB trống và như thế là yêu cầu để Windows 9x/Me nạp phân chia đồ họa của hệ điều hành hệ thống.
Trong FreeDOS, tên file đúng là HIMEM.EXE và có thể được nạp thông qua file cấu hình của FreeDOS tên FDCONFIG.SYS hoặc CONFIG.SYS.